# Grill (släkt)
Släkten Grill härstammar från Augsburg i Tyskland där Andreas Grill 29 juni 1571 fick tysk-romerskt, borgerligt vapenbrev med vapen (sköld: i fält av guld på ett svart treberg på ett ben stående, naturfärgad trana, i näbben hållande en naturfärgad gräshoppa; vulst: av guld och svart; hjälmprydnad: sköldens trana; hjälmtäcke: invändigt av guld, utvändigt svart).
Släkten inflyttade till Sverige med sonsonen, guldsmeden Anthoni Grill (död 1675), som var född i Augsburg men sedan 1638 hade varit borgare i Amsterdam. Han var svensk riksguardie (chef för Rikets myntverk) 1658–1667. Hans söner blev grosshandlare och räknas till den så kallade Skeppsbroadeln i Stockholm under 1700-talet.
Släkten har två grenar – Garphyttegrenen och Godegårdsgrenen. Grill är upptagen i Kalender över Ointroducerad Adels Förening. 
Släktens härstamning enligt traditionen från en genuesisk patriciersläkt Grillo är obestyrkt.
Den 31 december 2005 fanns det 169 personer med efternamnet Grill i Sverige.

## Släktlinjer
Abraham Grill (1674-1725)
```
   Antoni (1705-1783)
       Anton (1743-1805)
           Claes Anton Oscar (1813-1879)
               Claes E
                   1:a linjen
   Abraham (1707-1763)
       Johan Abraham (1736-1792)
           Christian Ulrik (1777-1831)
               Howard Carlos Tycho (§817-1802)
                   Penn C G
                       2:a linjen
           Fredrik Wilhelm (1784-1861)
               Claes Lorentz (1807-1907)
                   W Teodor
                       3:e linjen
               Andreas Gustaf (1827-1889)
                   AE Bernhard
                       4:e linjen
                   J Antoni
                       5:e linjen 
[
1
]
```

## Personer med efternamnet Grill

### Alfabetiskt ordnade
- Abraham Grill – flera personer
  - Abraham Grill den äldre (1674–1725), köpman
  - Abraham Grill den yngre (1707–1763), köpman
- Adolf Ulric Grill (1752–1797), bruksägare och vetenskaplig samlare
- Andreas Grill – flera personer
  - Andreas Grill (musiker) (född 1967), kompositör, musikproducent och ljuddesigner
  - Andreas Grill (politiker) (1827–1889), bruksägare, politiker och målare
- Ann Grill (född 1948), konstnär och författare
- Anna Johanna Grill (1720–1778), tecknare
- Balthazar Grill (1857–1942), industriman
- Baltzar Grill  (död 1697), glasmästare och guldsmed
- Claes Grill (olika betydelser)
  - Claes Grill (1705–1777), köpman och bruksidkare
  - Claes Grill (1750–1816), köpman
  - Claës Grill (1813–1879), läkare
  - Claes Grill (1817–1907), militär och författare
  - Claes Grill (1851–1919), entomolog och militär
- Eric Grill (1891–1968), militär
- Erik Grill (1912–2007), historiker
- Eva Helena Grill (1908–1993), vissångerska och textförfattare
- Gerda Grill (1871–1932), företagare
- Gustaf Grill (1860–1910), provinsialläkare och företagare
- Jean Abraham Grill(1736–1792), köpman, bruksägare och superkargör
- Johan Abraham Grill (1719–1799), köpman och brukspatron
- Johan Wilhelm Grill (1815–1864), bruksägare och donator
- Kalle Grill (född 1976), filosof
- Lukas Grill (född 1993), tysk fotbollsspelare
- Marja Grill (född 1975), journalist
- Märta Grill (1866–1951), målare

### Kronologiskt ordnade
- Baltzar Grill (död 1697)
- Abraham Grill den äldre (1674–1725)
- Claes Grill (1705–1767)
- Abraham Grill den yngre (1707–1763)
- Johan Abraham Grill (1719–1799)
- Jean Abraham Grill (1736–1792)
- Claes Grill (1750–1816)
- Adolf Ulric Grill (1752–1797)
- Claës Grill (1813–1879), läkare
- Johan Wilhelm Grill (1815–1864)
- Claes Grill (1817–1907), militär och författare
- Andreas Grill, (1827–1889) politiker
- Claes Grill (1851–1919), entomolog och militär
- Balthazar Grill (1857–1942), företagsledare
- Märta Grill (1866–1951), konstnär
- Eric Grill (1891–1968), militär
- Andreas Grill (född 1967), musiker